# Emilia Tercia
Emilia Tercia (Aemilia Tertia, ca. 230 - 163 o 162 a. C.) fue una dama de la Antigua Roma.

## Familia
Era hija del general Lucio Emilio Paulo, que murió en la batalla de Cannas de la segunda guerra púnica, y hermana de otro famoso general, Lucio Emilio Paulo Macedónico.
Se casó con el patricio Escipión el Africano, apodado así por vencer a Aníbal en Zama, con quien gozó de un feliz matrimonio, del que nacieron cuatro hijos, dos varones y dos mujeres:
- Publio Cornelio Escipión
- Lucio Cornelio Escipión
- Cornelia la Mayor
- Cornelia la Menor, madre de los Gracos.

Sobrevivió a su marido y a su hijo. Murió en 163 o en 162 a. C.